# Blindfold (personaggio)
Blindfold, il cui vero nome è Ruth Aldine, è un personaggio dei fumetti, creato da Joss Whedon (testi) e John Cassaday (disegni), pubblicato dalla Marvel Comics. Apparsa per la prima volta sulle pagine di Astonishing X-Men (vol. 3) n. 3 (settembre 2004).
Ruth è una dei pochi mutanti ad aver mantenuto i poteri dopo la decimazione.

## Biografia del personaggio

### Origini
Ruth era una bambina nata senza bulbi oculari, con potenti poteri telepatici, telecinetici e precognitivi sin dalla nascita. A causa del suo handicap, suo padre se ne andò di casa, e il fratello Luca cominciò ad odiarla, odio accresciuto dal fatto che, mentre era in un centro di disintossicazione, un prete instaurò in lui il razzismo, in particolare verso i mutanti. Il ragazzo tentò addirittura di ucciderla, ma per errore uccise la madre e venne condannato a morte. Ruth si presentò all'esecuzione, ma il fratello, non si sa bene come, ma probabilmente grazie all'attivazione di un potere mutante, le rubò i poteri e le danneggiò la mente (la ragazza cominciò a parlare inserendo parole come "si", "no", "scusa", "sei il benvenuto" in mezzo alle frasi), poi usò la telecinesi per fuggire, ma per farlo si ridusse ad un paio di occhi.
Affidata alla zia, divenne studentessa allo Xavier Institute col nome di Blinfold, e venne menzionata per la prima volta da Corazza mentre questa era impegnata in una discussione con l'amico Wing, imbarazzato che Ruth gli avesse letto nella mente svelando che il suo più grande sogno era diventare un X-Man. Durante l'arco narrativo dedicato a Danger, la Stanza del Pericolo incarnata, Blindfold fece la sua prima vera apparizione, irrompendo all'interno dell'ufficio di Emma Frost seguita dalle Naiadi. Avvertiti i residenti che qualcosa o qualcuno stesse per giungere all'istituto, le telepati svennero.
Dopo gli eventi di House of M e la decimazione a opera di Scarlet, fu fra i 27 studenti che mantennero i poteri, tuttavia non venne selezionata per entrare a far parte del nuovo di team di mutanti, i New X-Men.

### Lacerati
Quando il Club infernale prese d'assalto l'istituto, Blindfold fu trovata in lacrime da Corazza all'interno dei bagni. Spiegato all'amica che stavano per perdere un altro di loro, venne interrotta dall'arrivo di un Wolverine regredito allo stadio infantile a da un Bestia più animale del solito. Quando quest'ultimo tentò di divorarla, Corazza si frappose fra i due e liberatesi della minaccia accorsero in infermeria dove trovarono i corpi privi di sensi di Colosso e Ciclope. A seguito della comparsa di Kitty Pryde, a Blindfold fu affidato il compito di portare a Bestia un gomitolo di lana, contenente una serie di sostanze capaci di stimolare il ritorno della sua normale personalità. All'interno, intanto, dopo l'irruzione di Danger e Ord e la rivelazione che dietro alle manipolazioni di Emma si nascondeva la figura di Cassandra Nova, gli X-Men vennero tutti teletrasportati all'interno della stazione spaziale S.W.O.R.D. Intristita, quando le venne chiesto il perché, Blindfold spiegò che non tutti sarebbero tornati da quel viaggio.

### Messiah Complex
A seguito della sua morte apparente nella mini-serie Accecati dalla luce, Blindfold si ritrovò nell'infermeria dell'istituto sottoposta alle cure di Bestia. Quando l'uomo la interrogò circa la sua salute, la ragazza rispose che altri sarebbero venuti a farle compagnia in quel luogo, specificando i nomi di Julian (trafitto dalle lame di Lady Deathstrike in uno scontro fra Reavers e New X-Men), Kurt (gravemente ferito dal marauder Scalphunter), Megan (autolesionatasi durante un teletrasporto alla cieca) e qualcun altro di cui non riusciva a ricordare il nome, presumibilmente Forge (ferito dal mutante Alfiere) o il Professor X (colpito alla testa da un proiettile sparato dallo stesso Alfiere).

### Young X-Men
Durante un incubo, Ruth ebbe una visione nella quale vide il nuovo gruppo di mutanti, gli Young X-Men, messo insieme da Ciclope, affrontate il cyborg Donald Pierce. Più tardi, assieme a Rockslide viene reclutata da Summers, allenata e poi spedita in missione assieme a Ink per affrontare la nuova Confraternita e carpire informazioni principalmente da Moonstar. Raggiunta l'abitazione dell'indiana viene però tradita dal compagno ed, assieme a Moonstar, lasciata in balia di Pierce. Dopo una lite fra loro, le due vengono soccorse e la predizione iniziale di Ruth si avvera quando Wolf Cub viene sventrato dal cyborg. Lasciato il team, si sposta a San Francisco assieme al resto degli X-Men e quando Cipher rivela la sua presenza al resto dei mutanti si viene a scoprire come sia stata la prontezza di riflessi della ragazza a salvare la vita a Ruth durante l'attacco di Bestia negli eventi che portarono alla "resurrezione" di Cassandra Nova. Oltre a Jean Grey, Ciclope e Greymalkin Ruth era la sola a conoscenza dell'esistenza di Cipher prima degli eventi accorsi in Young X-Men. Durante questo periodo le due strinsero amicizia.

## Poteri e abilità
Blindfold è dotata di poteri psionici di portata ancora sconosciuta. Ha utilizzato sia telepatia che precognizione, retrocognizione e chiaroveggenza. È in grado di vedere il passato, il presente ed il futuro sia contemporaneamente, che separatamente per fare delle predizioni o conoscere la storia delle persone. La cecità (nel suo caso mancano proprio le parti predisposte alla visione e cioè gli occhi) è parte della sua mutazione. I suoi poteri sono aumentati dopo la morte del fratello Luca, che l'aveva privata dei poteri. Infatti è stato rivelato che è potente come Legione, quando si è trasformato nel Verme (stato in cui ha resistito ai Vendicatori e ad una bomba atomica).